# Новый Черек
Но́вый Че́рек (кабард.-черк. Шэрэджыщӏэ) — река в Урванском районе Кабардино-Балкарской Республики. Общая длина составляет — 16 км.

## География
Новый Черек является протокой реки Черек. Вытекает из главной артерии к юго-востоку от села Псынабо и течёт параллельно реки Черек через лесистую местность. В своём среднем течении из реки вытекает протока Старый Черек.
У северо-восточной окраины села Псыкод сливается с рекой Старый Кахун и чуть ниже по течению вновь впадает в Черек у железнодорожного моста.
Вдоль долины реки Новый Черек расположены сёла — Псынабо, Маздаха и Псыкод.

## Данные водного реестра
По данным государственного водного реестра России относится к Западно-Каспийскому бассейновому округу, водохозяйственный участок реки — Терек от впадения реки Урух до впадения реки Малка. Речной бассейн реки — Реки бассейна Каспийского моря междуречья Терека и Волги.
Код объекта в государственном водном реестре — 07020000612108200005237.